# Ludwig von Rothenstein

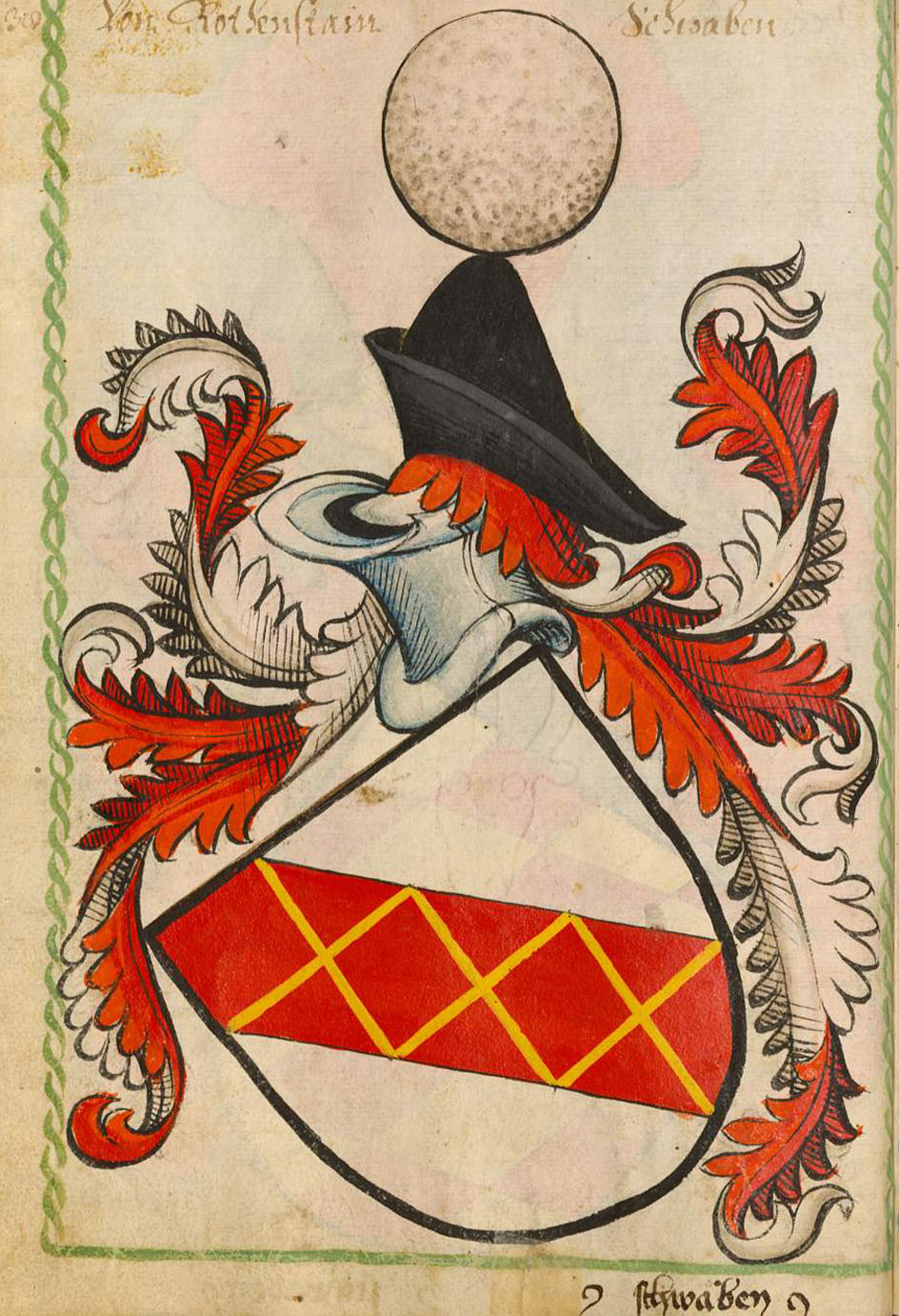
Wappen der Rothensteiner nach Scheibler’sches Wappenbuch, älterer Teil (1450–1480)

Ludwig von Rothenstein (* im 14. oder 15. Jahrhundert; † 8. Mai 1482, Burg Leonstein) entstammte dem Adelsgeschlecht der Rothensteiner. Sein Besitz umfasste die Herrschaften Grönenbach, Rothenstein und Kalden als Lehen des Fürststifts Kempten, ebenso die Herrschaft Theinselberg mit der Blutgerichtsbarkeit. In den 1470er Jahren errichtete er mehrere Stiftungen in Grönenbach, darunter ein Kollegiatstift. Mit seinem Tod erlosch die Linie Rothenstein-Grönenbach, die mit seinem Urgroßvater Ludwig „dem Alten“ von Rothenstein begründet worden war. Da er kinderlos verstarb, vermachte er seinen gesamten Besitz an Heinrich von Pappenheim, den Sohn seiner Schwester Korona (oder Corona, Kron), die mit Haupt II. von Pappenheim verheiratet war.

## Leben
Ludwig war der Sohn Konrads von Rothenstein und seiner zweiten Ehefrau Hildegard von Freundsberg (Frundsberg). Sein genaues Geburtsdatum ist unbekannt, er wird jedoch bereits 1409 in einer Urkunde genannt, in der sein Onkel Ulrich von Rothenstein sein zukünftiges Erbe regelt. Vermählt war er mit Jutta von Hirnhaim († 15. April 1501), die Ehe blieb kinderlos. Ludwig verstand sich mit den anderen rothensteinischen Verwandten nicht sonderlich. Er war Mitglied der Adelsgesellschaft vom Fisch und nahm an fünf Turnieren in Heidelberg, Landshut und Ingolstadt teil. Auf dem Turnier in Heidelberg riss er seinem Vetter Gerwig das Wappen ab, da er ihn aufgrund seiner Heirat für nicht turnierfähig hielt. Als er die Turniergänge aufgrund seines hohen Alters nicht mehr selbst durchführen konnte, überließ er sein Turnierzeug seinen Vettern Arbogast von Freiberg und Burkhard von Ellerbach.  Heinrich von Rothenstein aus der Linie Friedrichs unternahm eine Reise auf die Burg Leonstein zu Ludwig, um ihn um sein Turnierzeug für ein Rennen in Würzburg zu bitten (dieses war aber bereits vergeben) und das Verhältnis zwischen den Familienmitgliedern wieder zu verbessern. Auf dem Turnier 1481 in Heidelberg kam es zu einem Aufeinandertreffen zwischen Heinrich von Rothenstein mit Alexander von Pappenheim und Burkhard von Ellerbach, woraufhin diese in Streit darüber gerieten, da sie Heinrich den Turniergang nur erlaubten, wenn Heinrich und seine Brüder, auf das Erbe Ludwigs verzichteten. Dieses Anliegen wurde von Heinrich „als schimpflich“ zurückgewiesen.

## Besitz

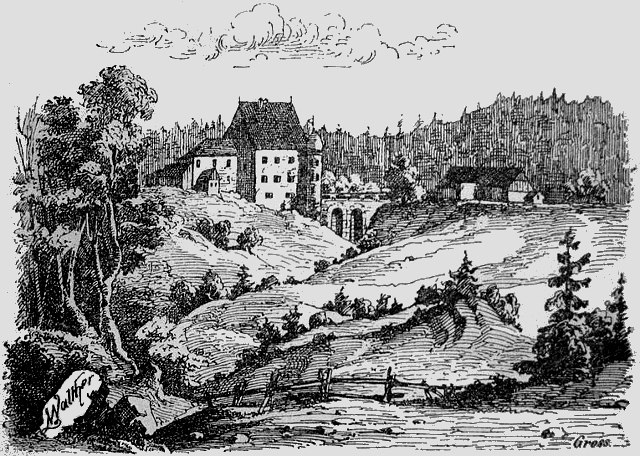
Burg Rothenstein vor dem Einsturz 1873

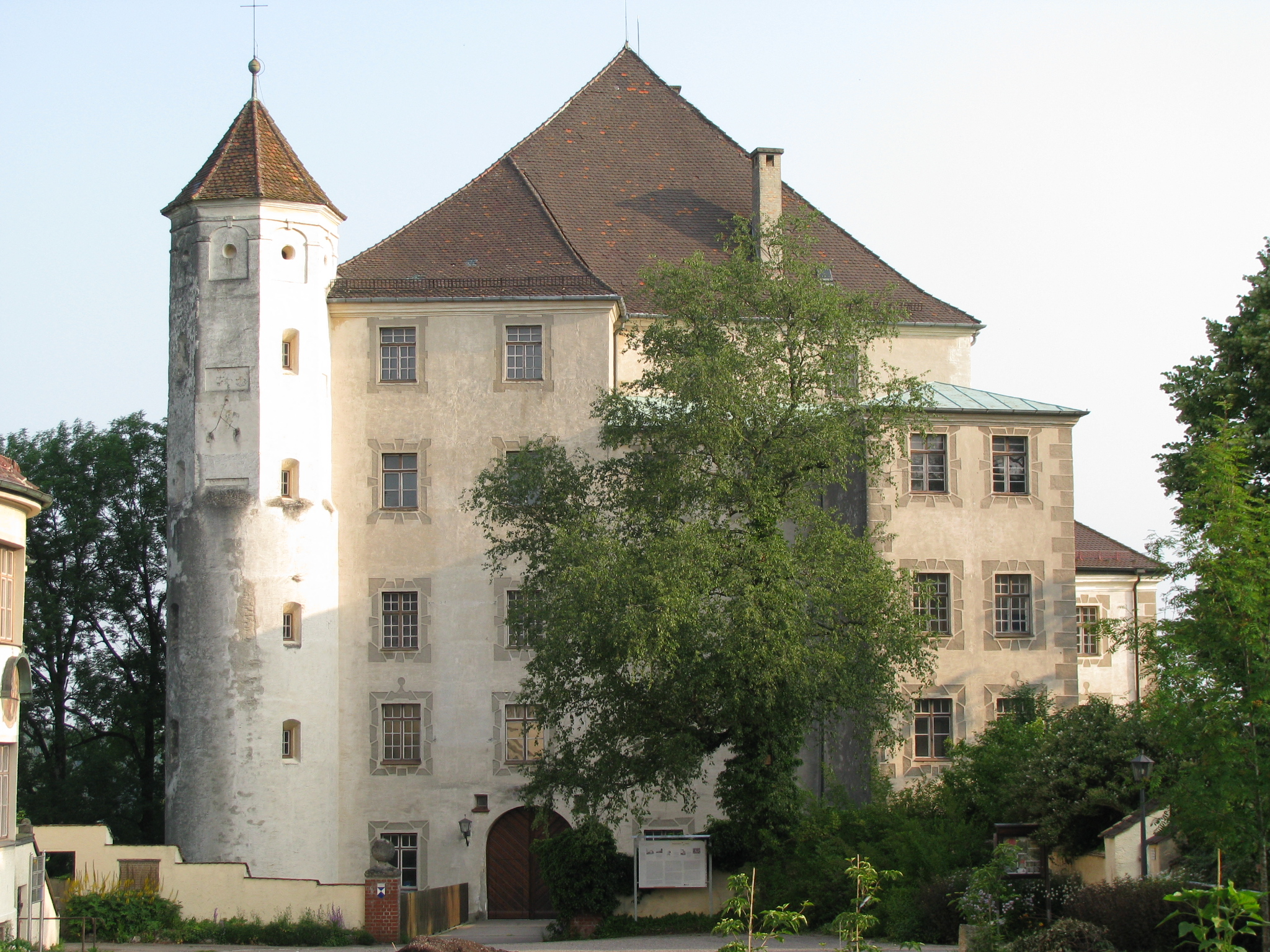
Hohes Schloss in Bad Grönenbach

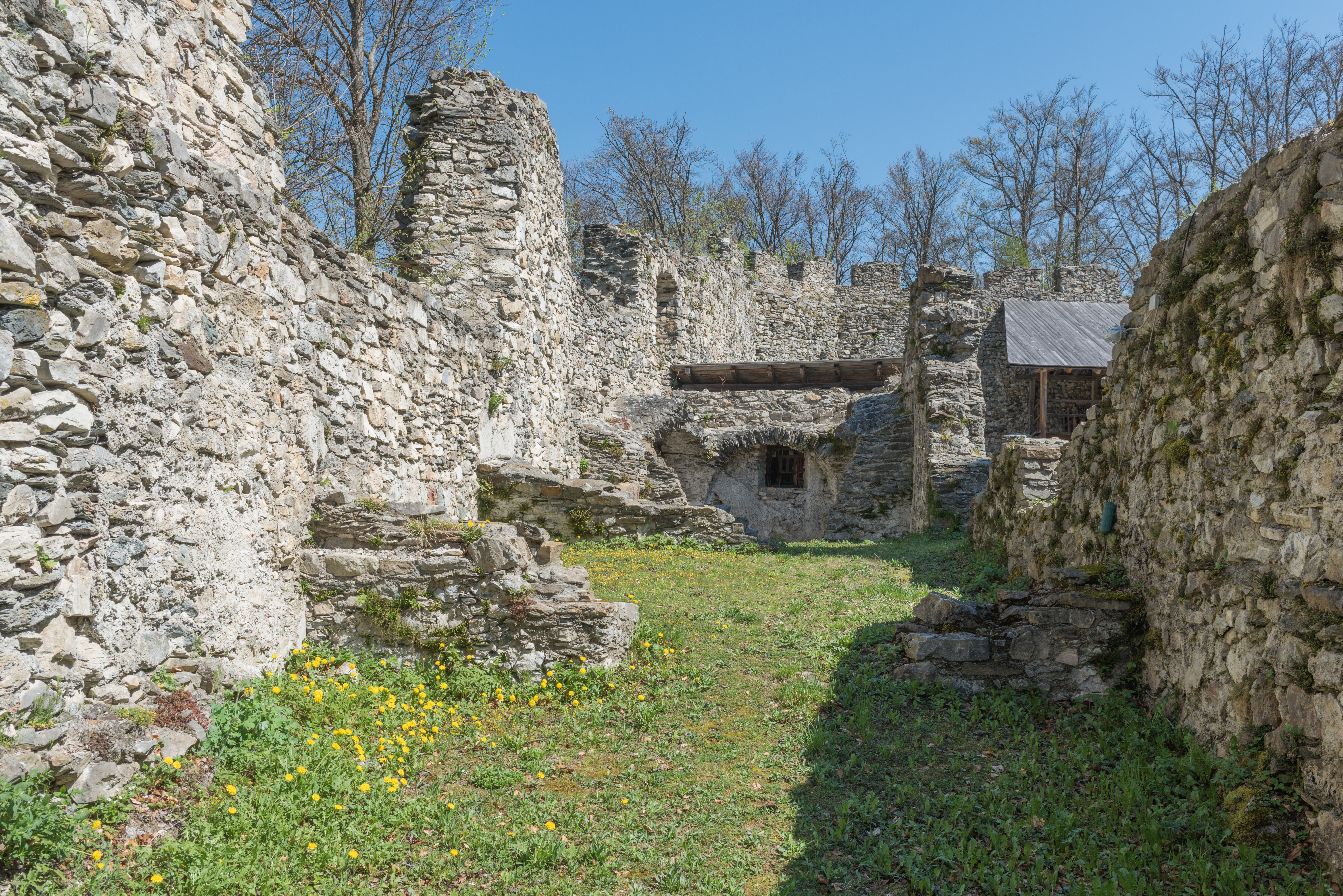
Burgruine Leonstain, Kärnten

Am gleichen Tag, an dem sein Onkel Ulrich im Jahre 1409 sein Erbe regelte, erfolgte die Einigung zur Aufteilung des Besitzes Konrads unter seinen drei Kindern. Neben Ludwig wurden sein Bruder Thomas und seine Halbschwester Korona als weitere Erben eingesetzt. Diese Erbteilung wurde durch Ulrich nach dem Tode Konrads vorgenommen, da er Erbvogt für die beiden Brüder war, und es zwischen diesen mit Korona und ihrem Ehemann, Haupt II. von Pappenheim, über das Erbe Konrads zu Streitigkeiten gekommen war. Hinzugezogene Schiedmänner, darunter Herzog Ulrich von Teck, Heinrich von Schellenberg zu Wagegg und Thomas von Freiberg-Angelberg, „vermittelten am Donnerstag nach Pfingsten 1409“ die Erbteilung der drei Geschwister. Dabei fielen an Thomas und Ludwig alle Besitzungen an „Leuten und Gütern“ Konrads rechts der Iller, sowie die beiden Burgen in Rothenstein und Grönenbach, die Fischerei in der Iller und sämtliches Barvermögen. Ein Großteil des bei der Erbteilung an Korona gelangten Besitzes wurde „am Palmtag 1412“ an die beiden Brüder Thomas und Ludwig für den Betrag von 5350 Pfund veräußert. Dies betraf den vorderen und hinteren Berg zu Kalden mit allen dazugehörenden Besitzungen. Davon ausgenommen waren die Kirchen und der Kirchensatz, das Vogtrecht und alle Besitzungen zu Kimratshofen sowie der Bauhof in Kalden und der Zehnte des Dorfes Altusried. Als Ulrich von Rothenstein 1414 verstarb, einigte sich Korona mit Thomas und Ludwig, sowie deren Vormündern Heinrich von Eisenburg und Haug von Rothenstein, über das Erbe Ulrichs. So fielen den beiden Brüdern die Hälfte des Dorfes und der Burg von Woringen, ein Gut in Dietratried sowie der Maierhof und die obere und untere Mühle in Wolfertschwenden zu. Darüber hinaus kamen sie in den Besitz von vier Gütern in Oberbinnwang, einem in Kornhofen, zwei Gütern in Ziegelberg und zwei Höfen in Seefeld sowie dem Weiher zu Altusried. Die Vormünder der beiden Brüder verkauften ihre Hälfte an Woringen jedoch kurz darauf an Korona und Haupt II. von Pappenheim.
In der Folge vergrößerten die beiden Brüder ihre Besitzungen kontinuierlich. Im Jahr 1428 waren beide Lehensherrn von Gütern in Fischers, zur Kuppel und in Hochholz, die alle zu Altusried gehörten. Des Weiteren erwarben sie alle Rechte an der Hälfte von Pfosen bei Dietmannsried und 1433 zwei Häuser mit Grundstücken in Grönenbach. Thomas und Ludwig teilten 1440 ihre Besitzungen untereinander auf. Der Hof und der Berg zu Kalden samt Patronat und Kirche in Altusried verblieben in gemeinschaftlichem Besitz. Während Thomas seinen Sitz zu Altusried hatte, kam Grönenbach an Ludwig. In gemeinschaftlichem Besitz war auch die Lehenschaft von Gütern in Reicholzried (1443), Leiterberg bei Haldenwang (1460), Siebrazried (1465) und der Einöde Fautzen bei Zell. Als sein Bruder Thomas zwischen 1471 und 1473 verstarb, weilte Ludwig auf seiner Burg Leonstein in Kärnten. Da Thomas kinderlos war, fielen Ludwig sämtliche Besitztümer seines Bruders als Erbe zu. Dies betraf sowohl die Besitzungen, die bei der Erbteilung 1440 an seinen Bruder gekommen waren als auch die von Thomas zwischenzeitlich neu erworbenen Güter in Streifen (1468) und die 1471 von Raphael Ringlin erworbene Lehenschaft zweier Güter in Wetzleberg bei Altusried sowie ein Gut in Kimratshofen. Ludwig vermehrte sein eigenes Vermögen ebenfalls ansehnlich. Er erwarb 1466 und 1474 das Gut in „Stigos“ (Lamineten bei Altusried), 1468 Rechte in Pfosen, 1470 die Hälfte der Rechte an einem Gut in Moos bei Legau und 1476 den lehnbaren Hof in Eckartsberg bei Wiggensbach. 1460 gehörte ihm auch die Lehenschaft des Maierhofs in Zell, von Gütern auf dem Kraiberg (1469) und Imgrünen (1475) sowie in Herbisried (1477) und in Minderbetzigau (1478).
Am 26. Dezember 1442 bestätigte der spätere Kaiser Friedrich III., dass Ludwig und sein Bruder Thomas in den Dörfern Altusried und Grönenbach Gerichte abhalten und diese mit Richtern und Geschworenen besetzen durften. Ludwig erwarb 1446 den Burgstall samt Gericht, Zwing und Bann in Theinselberg von Hans von Stein von Ronsberg. Das Lehen der Herrschaft Theinselberg erhielt Ludwig von Rothenstein 1465 vom Herzog Sigmund von Österreich. Mit der Herrschaft Theinselberg war nicht nur die Niedergerichtsbarkeit verbunden, sondern auch der Blutbann, die  „malefizische Gerichtsbarkeit“, deren Kosten die oberschwäbische Landvogtei zu tragen hatte. Es gelang Ludwig 1476 Theinselberg vom österreichischen Lehensverbande zu lösen.

## Stiftungen
Im östlich von Grönenbach gelegenen Dorf Ittelsburg stifteten vermutlich Ludwig und Jutta die Leonhardskapelle. Es ist davon auszugehen, dass dort bereits früher eine Kirche bestand. Am Sandsteinbogen der Eingangstür befindet sich links das Wappen der Rothensteiner und rechts das der Hirnhaimer. Dazwischen ist oberhalb der Tür in römischen Ziffern die Jahreszahl 1439 („anno domini mccccxxxviiii“) eingehauen.

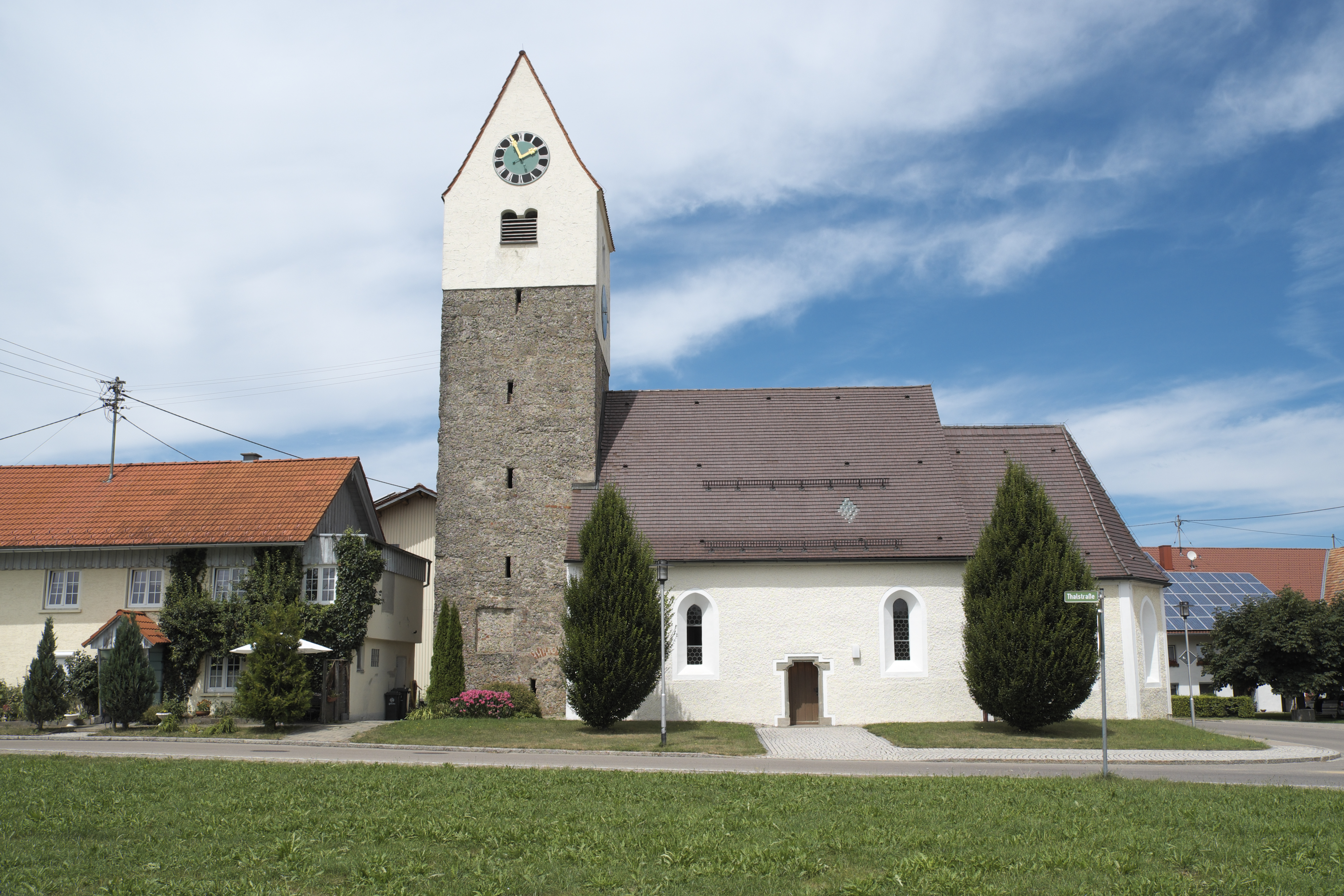
Leonhardskirche in Ittelsburg
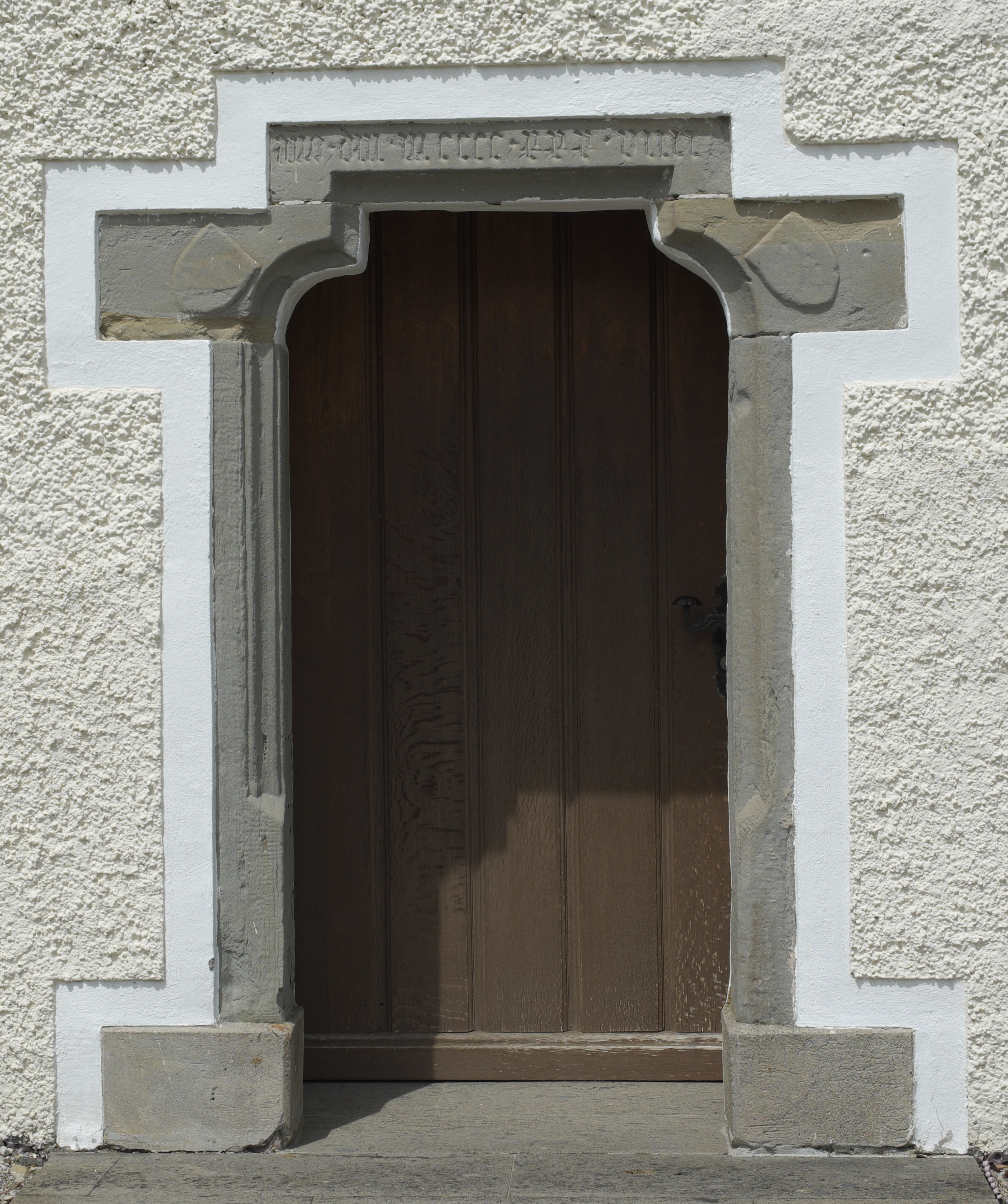
Eingangstüre mit den Wappen Rothenstein/Hirnhaim im Sandsteinbogen

In den Jahren vor seinem Tod errichtete Ludwig zusammen mit seiner Frau Jutta von Hirnhaim mehrere Stiftungen. Am „Freitag vor St. Philippi und Jakobi, der hl. 12 Botentag,“ stiftete er 1479 das Kollegiatstift in Grönenbach für zwölf Kanoniker und einen Dekan. Diese Säkularpriester sollten sich dem Chordienst der Kirche und der Seelsorge in Grönenbach und Umgebung widmen. Das von ihm zu diesem Zweck errichtete Gebäude trägt das Allianzwappen Rothenstein-Hirnhaim. Anlässlich dieser Stiftung wurde die Pfarrkirche St. Philipp und Jakob um zwei Seitenschiffe erweitert und zur Stiftskirche umgewidment. Jutta stiftete bereits 1471 eine „ewige Messe“ in die Pfarrkirche. Diese kam mit dem Pfarreinkommen aus Grönenbach, Theinselberg, Herbishofen und Zell an die neue Stiftung. Ebenfalls 1479 stifteten Ludwig und Jutta ein Spital samt Heilig-Geist-Kirche zur Versorgung notdürftiger Menschen, Kranker und Pilger.

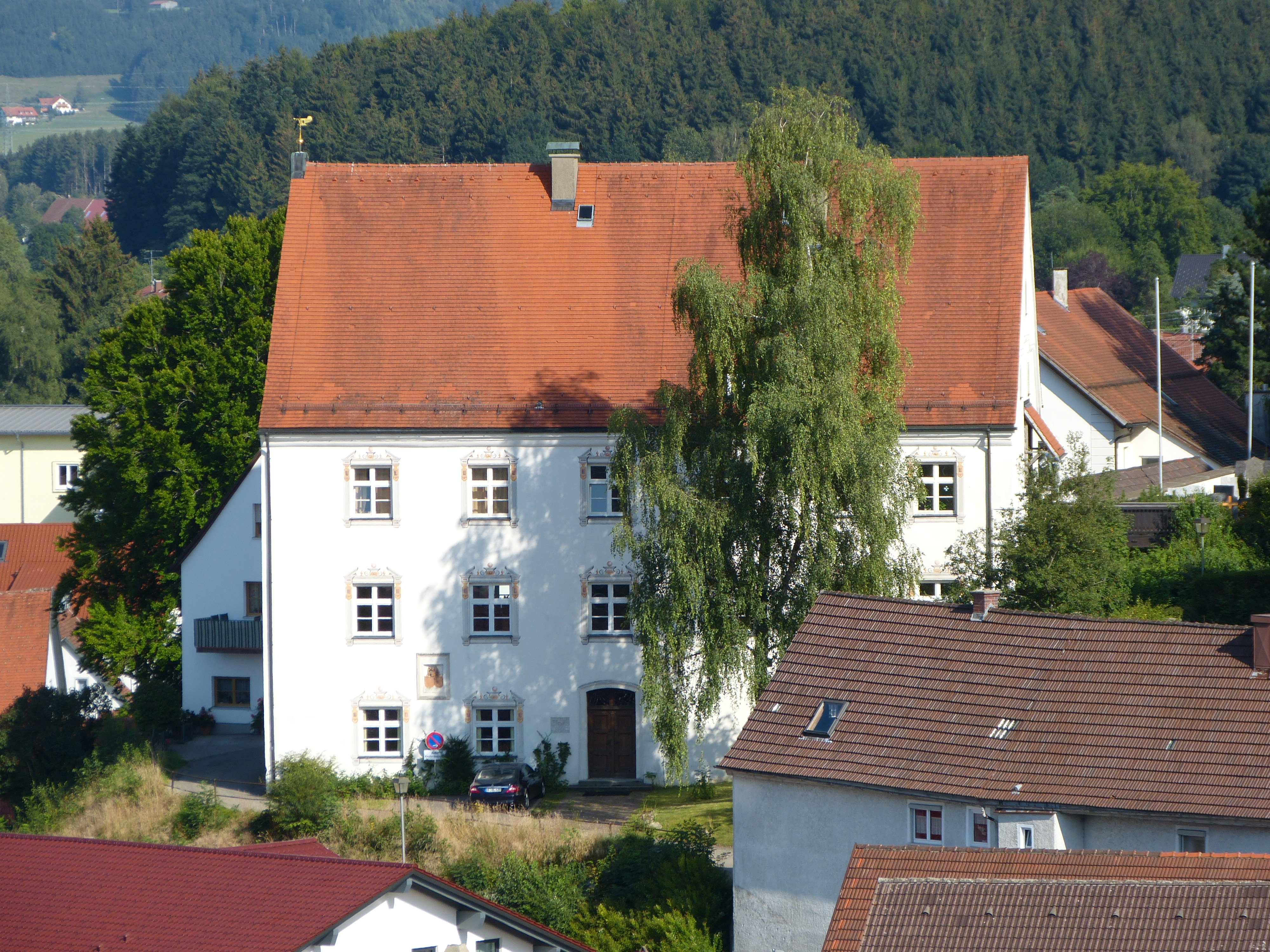
1479 errichtetes Kollegiatstift für zwölf Kanoniker und einen Dekan
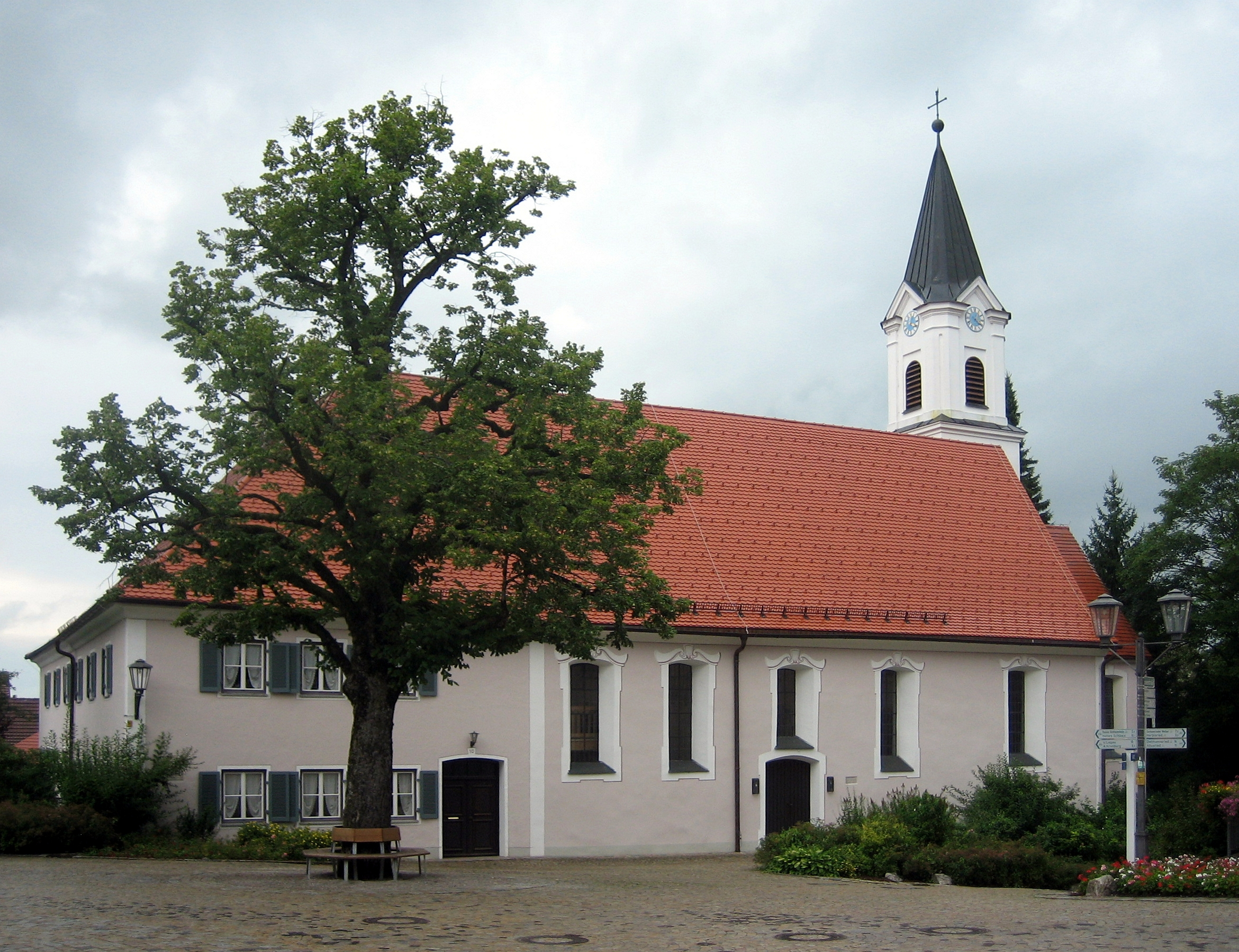
Spital und Spitalkirche in Bad Grönenbach
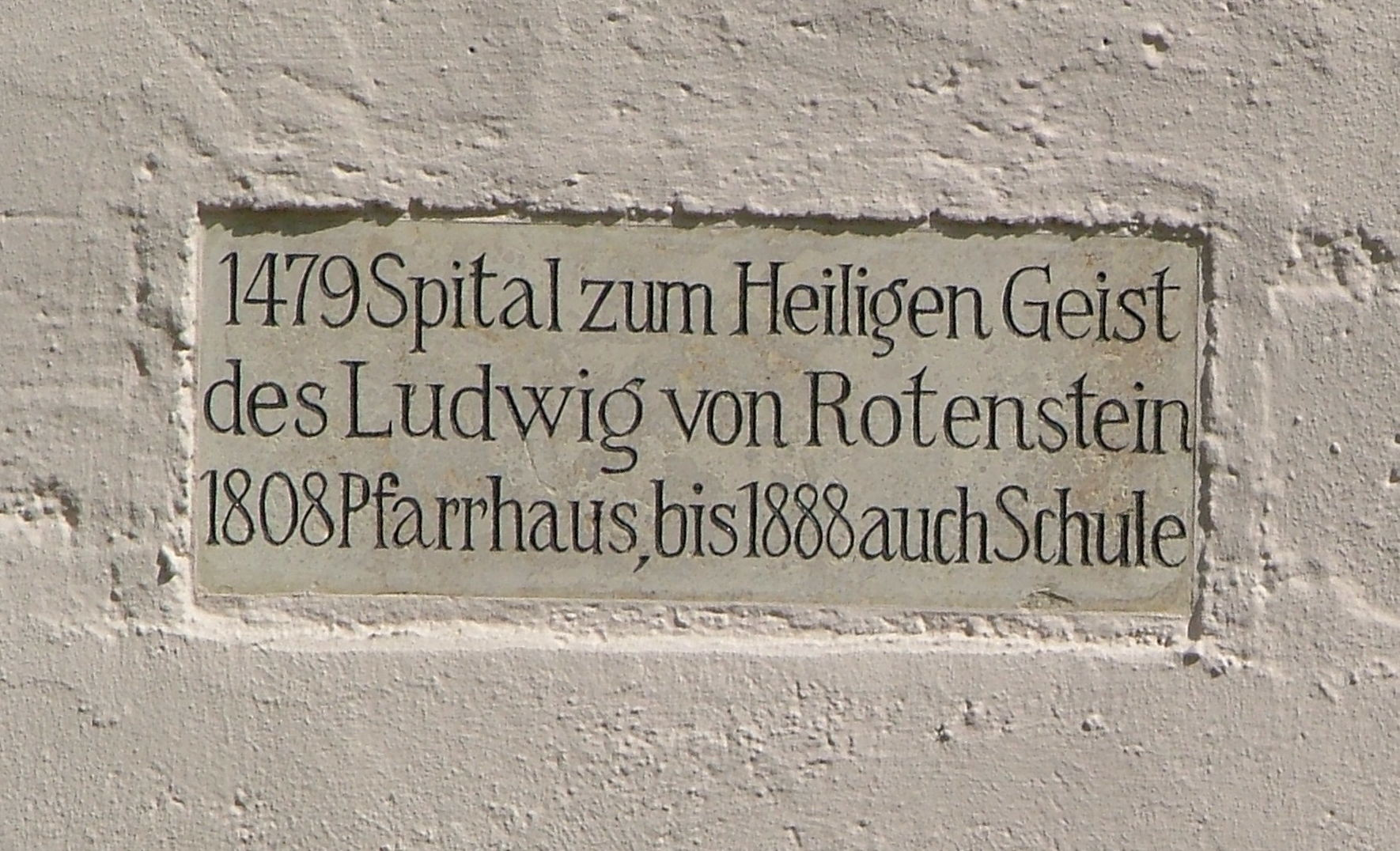
Inschriftentafel am ehemaligen Spital zum Heiligen Geist

## Tod

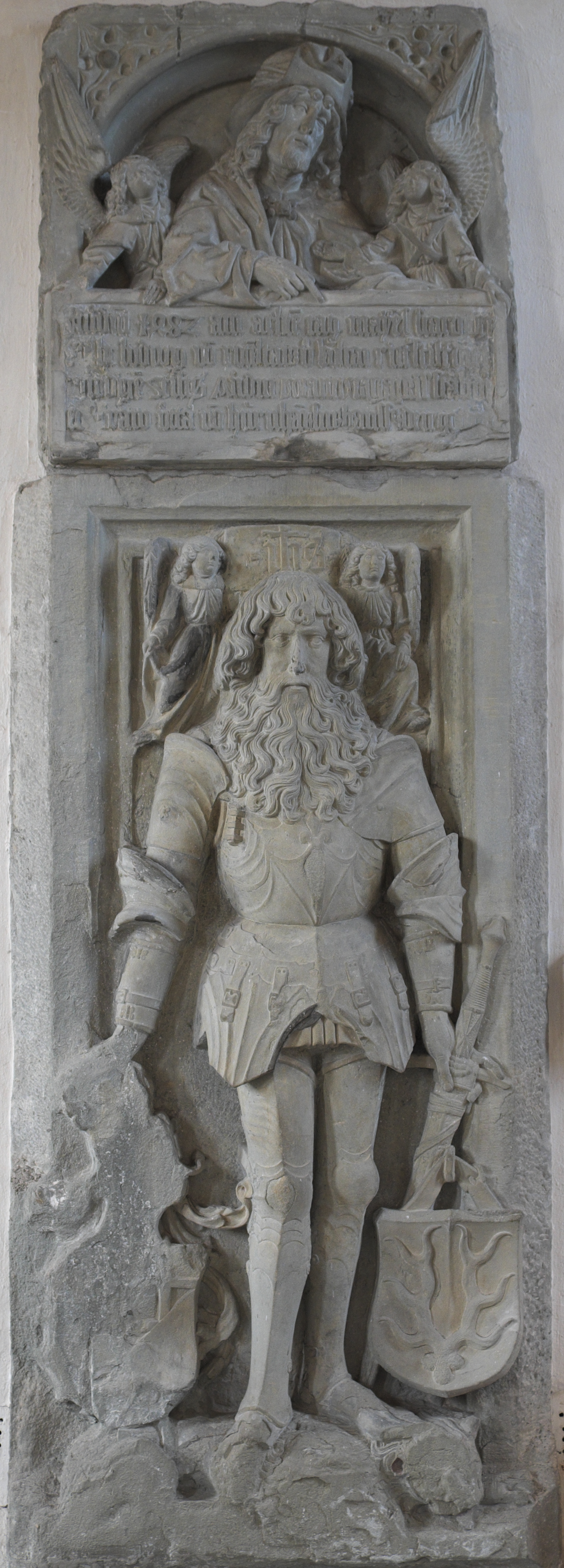
Epitaph für Ludwig von Rothenstein

In den Jahren vor seinem Tod hielt sich Ludwig hauptsächlich auf seiner Burg Leonstein in Kärnten auf. Dort verstarb er am 8. Mai 1482. Er wurde zur Bestattung nach Grönenbach überführt und dort auf seinen vorherigen Wunsch ohne Helm und Schild begraben. Das Sandsteinepitaph Ludwig von Rothensteins befindet sich links vom Haupteingang in der Stiftskirche St. Philippus und Jakobus in Bad Grönenbach. Es wird dem aus Memmingen stammenden Künstler Niklas Türing dem Älteren zugeschrieben und trägt die Inschrift:

„Ao Dmi 1482 am achte(n) tag mayes starb der edl. He(r) Ludwig vô rotêstain u. leostain ritt(er), stift(er) dis würdigè stifts. Anno Dmni 1501 am 15 tag april sta(r)b die edl fraw iutta vô hirnhaim sun haus fraw. den got gnad“

„Im Jahre des Herrn 1482 am 8. Mai starb der edle Herr Ludwig von Rothenstein und Leonstein, Ritter, Stifter dieses würdigen Stifts. Im Jahre des Herrn 1501 am 15. April starb die edle Frau Jutta von Hürnheim, seine Hausfrau. Denen Gott gnädig sei.“

Sein Testament, in dem er seinen Neffen Heinrich von Pappenheim – den Sohn seiner, zu diesem Zeitpunkt bereits verstorbenen, Schwester Korona – als Erben einsetzte, verfasste Ludwig bereits 1479. Da Grönenbach, Rothenstein und Kalden Mannlehen waren, durfte dieses eigentlich nicht in weiblicher Deszendenz übertragen werden, was zu fortgesetzten Streitigkeiten mit seinen rothensteinischen Verwandten zu Ittelsburg führte. Schlussendlich konnte die von Ludwig gewünschte Erbregelung jedoch durchgesetzt werden.

## Einzelnachweise

Staatliche Archive Bayerns